# La Corriu
La Corriu es una entidad de población española del municipio de Guixes, perteneciente a la provincia de Lérida, en la comunidad autónoma de Cataluña.

## Toponimia
El lugar puede encontrarse referido como La Corriu, Corriu y Corría.

## Historia
Hacia mediados del siglo XIX, el lugar, por entonces con ayuntamiento propio, tenía contabilizada una población de 59 habitantes. Aparece descrito en el séptimo volumen del Diccionario geográfico-estadístico-histórico de España y sus posesiones de Ultramar de Pascual Madoz con las siguientes palabras:

CORRIU: l. con ayunt. en la prov. de Lérida (22 leg.), part. jud. y dióc. de Solsona (6), aud. terr. y c. g. de Cataluña (Barcelona 22): sit. á der. é izq. del riach. llamado Aigua de Valls: le combaten principalmente los vientos del N., y su clima es frio y saludable; no padeciéndose otras enfermedades que algunas catarrales. Se compone de varias casas ó masias dispersas por el térm. en un terreno muy elevado, montuoso y cortado, habiendo para surtido del vecindario diferentes fuentes, aunque casi insignificantes; esceptuando la llamada del Prats en direccion N. que es abundante y buena: la igl. parr. (San Martin) es de primer ascenso y patronato real servida por un cura de provision del ordinario en concurso general: tiene por aneja la de San Jaime de Vilacireras, correspondiente al pueblo de Castellfraumi á 1 hora de dist. en direccion N. Confina el térm. por este lado con el mencionado de Castellfraumi; E. con el de Cisquer; S. con el de Guixes, y O. con el de Pedra y Coma; se estiende de N. á S. 1 1/4 hora y de E. á O. 1 1/2. Al N. del mismo se halla una ermita bajo la advocacion de Ntra. Sra. del Puig de Aguilar; y ademas una capilla dedicada á San Miguel en la misma parr. El terreno, montuoso y cortado, es secano, y generalmente de inferior calidad; bien que una porcion del que se cultiva es mediano: al N. del mismo hay un monte denominado la montañeta, poblado de pinos. Los caminos son de travesia, poco concurridos y en malísimo estado. La correspondencia se recibe de la carteria de San Lorenzo de Morunys, por cuenta de los interesados. prod.: trigo, llamado vulgarmente blat gros, centeno, avena, escaña, alguna legumbre y mucha patata; la mayor cosecha es la del trigo; se cria ganado lanar, vacuno y de cerda, siendo el preferido el primero; hay caza de algunas liebres. ind. y comercio: la primera consiste en un molino harinero, movido por agua, y es de propiedad particular; y en la recria del ganado: y el segundo se reduce á la esportacion de vino y aceite. pobl.: 10 vec., 59 alm. cap. imp.: 18,836 rs. contr.: el 14'28 por 100 de esta riqueza. presupuesto municipal: 1,600 rs. que se cubren por derrama vecinal, de cuya cantidad se pagan 240 al secretario del ayuntamiento.
(Madoz, 1847, pp. 137-138)

El municipio desapareció de cara al censo de 1857, cuando se incorporó al de Guixes. En 2024, la entidad singular de población de La Corriu tenía empadronados 5 habitantes, todos ellos en diseminado.

## Patrimonio
Hay en el lugar una iglesia de San Martín.